# Pilia
Pilia là một chi nhện trong họ Salticidae.